# 全氟化合物

全氟辛酸是一种全氟化合物。

全氟化合物（英語：Perfluorinated compound，缩写PFC）是指所有的碳-氢键被碳－氟鍵取代的有机氟化合物，包括仅含碳氟原子的碳氟化合物，以及可以视为其衍生物的氯氟烃、全氟醇、全氟醚、全氟羧酸、全氟磺酸、全氟磺胺等。